# Македонски глас (1993)
Вижте пояснителната страница за други значения на Македонски глас.
„Македонски глас“ (на македонска литературна норма: „Македонски глас“) е вестник на емиграцията от Северна Македония в Хърватия.

## История
Вестникът започва да излиза в 1993 година в Загреб като орган на Общността на македонците в Хърватия. Вестникът има за цел да опазва „македонската култура, език и традиция“ в Хърватия.
В 2023 година тържествено е отбелязана тридесетгодишнината на изданието.